# فاينل فانتسي 11
فاينل فانتسي 11 (باليابانية: ファイナルファンタジーXI، فاينارو فانتاسي 11)، المعروف أيضا باسم فاينل فانتسي 11 أونلاين، هي لعبة تقمص أدوار كثيفة اللاعبين على الإنترنت (MMORPG)، من إنتاج شركة سكوير (لاحقا سكوير إنكس) كجزء من سلسلة فاينل فانتسي. صممت وأنتجت من قبل هيروميتشي تاناكا، وأصدرت في اليابان يوم 16 مايو 2002، على بلاي ستيشن 2 وأجهزة الكمبيوتر الشخصية المستندة على ويندوز في نوفمبر من ذلك العام. وكانت أولى ألعاب MMORPG متعددة المنصات وكذلك أجهزة إكس بوكس 360 الأولى. جميع إصدارات لعبة تتطلب اشتراك شهري للعب.
تدور أحداث القصة في عالم خيالي يدعى فاناديل، حيث يمكن للاعب تشكيل شخصيته والتنافس والتعاون على مجموعة من الأهداف لتطوير مجموعة متنوعة من فرص العمل، والمهارات، والمكافآت في اللعبة. يمكن للاعبين القيام بمجموعة من المهام والتقدم من خلال التسلسل الهرمي في اللعبة وذلك من خلال القصة الرئيسية في اللعبة. تم إصدار خمس حزم موسعة منذ إطلاق اللعبة في عام 2002، إلى جنب مع ست إضافات على السيناريو. كل حزمة موسعة وإضافة بها قصة رئيسية جديدة لعالم فاينل فانتاسي 11، إلى جانب مع العديد من المناطق، تنفيذ المهام والمهام والمكافآت.
في مارس 2015، أعلنت سكوير انيكس أن ستطلق سيناريو أخير من فاينل فانتسي 11 (موزع على ثلاثة أجزاء في عام 2015). وسيتم إيقاف خوادم اللعبة على إصدارات بلاي ستيشن 2 وإكس بوكس 360 في عام 2016. كما يوجد نسخة على الهاتف المحمول قيد التطوير من قبل سكوير انيكس بالتعاون مع المطور الكوري نيكسون. وهناك لعبة على الهاتف المحمول، بعنوان «فاينل فانتاسي غراند ماسترز» في 30 سبتمبر 2015.

## ممالك وجنسيات في اللعبة
- جمهورية باستوك (بالإنجليزية: The Republic of Bastok)‏
- اتحاد ويندرست (بالإنجليزية: The Federation of Windurst)‏
- مملكة ساندوريا (بالإنجليزية: The Kingdom of San D'oria)‏
- جوينو (بالإنجليزية: The Grand Duchy of Jeuno)‏
- إمبراطورية الشرق الأقصى والمتمثلة في مدينة الزهبي والبوابة البيضاء (بالإنجليزية: West Aht Urhgan)‏

## الاجناس
- الغالكا: عمالقه يمتازون بالمعارك وقدرة استخدام السلاح وقدرة تحمل عالية ولكن ضعف عام في استخدام الطاقة السحرية وهم دائما ذكور.
- التاروتارو: اقزام اقوياء جدا في استخدام القدرة السحرية وضعفاء جدا في المعارك القريبة على عكس الغالكا.
- الادميين : وهم الاكثرية في اللعبة ويجيدون استخدام كل شي تقريبا ولكن ليسو بقوة التارو أو الغالكا في السحر أو في المعارك.
- الميثرا: أو القطة الادمية تمتاز بالسرعة وقوة التركيز وهن دائما اناث.
- الايلفان:وهم الأكثر قوة في استخدام قدرات السلاح الخاصة لكنهم ضعيفو التركيز.

## الوظائف داخل اللعبة
| - المحارب warrior - اللص thief - الملاكم monk - الساحر الأحمر red mage - الساحر الأبيض white mage - الساحر الأسود black mage - فارس الظلام dark knight - الفارس الأبيض paladin - العازف bard - القناص ranger | - النينجا ninja - الساموراي samurai - رجل الوحوش beastmaster - الساحر الأزرق blue mage - رجل الدمى puppetmaster - القرصان corsair - الراقص dancer - العالم scholar - المستدعي للوحوش Summoner - رجل التنين Dragoon |

## روابط خارجية
- فاينل فانتسي 11 على موقع IMDb (الإنجليزية)
- فاينل فانتسي 11 على موقع الموسوعة البريطانية (الإنجليزية)
- فاينل فانتسي 11 على موقع ميوزك برينز (الإنجليزية)